# ورق‌ها روی میز
ورق‌ها روی میز (به انگلیسی: Cards on the Table) رمانی جنایی اثر آگاتا کریستی است.
این کتاب که از مجموعه داستان‌های پوآرو می‌باشد در تاریخ ۲ نوامبر ۱۹۳۶ در بریتانیا توسط انتشارات کولینز کرایم کلوب و در سال ۱۹۳۷ میلادی در آمریکا توسط انتشارات داد، مید اند کمپانی به چاپ رسیده‌است.
قیمت کتاب در بریتانیا ۷ شلینگ و شش پنسی و در آمریکا ۲ دلار بوده‌است.
این رمان در رابطه با مرگ موسیو شیطانا است. شیطانا فردی ثروتمند بود با حالت و چهره‌ای اهریمنی که علاقه‌ای زیاد به جمع‌آوری کلکسیون اشیای ارزشمند دارد و در دیدارش به پوآرو گفت چه جالب بود اگه کلکسیونی از انسان‌هایی که جنایت کردند را جمع‌آوری می‌کردم و پوآرو در جواب می‌گوید که این کار به نظرش جالب نیست. شیطانا هشت نفر از جمله پوآرو را به خانه‌اش دعوت می‌کند سه نفر کاراگاه و رمان‌نویسی به اسم خانم اولیور و چهار نفر که گمان می‌کند یکی از اینها مرتکب قتل شده‌است. سپس چهار نفر کاراگاه و رمان‌نویس با هم و چهار نفر افرادی که یکی از آن‌ها مرتکب قتل شده‌است مشغول بازی بریج می‌شوند و قبل از بازی شیطانا قاتل واقعی را تحریک کرد. بعد از بازی جسد شیطانا پیدا می‌شود و پوآرو با کمک سلول‌های خاکستری مغزش پرده از راز جالبترین پرونده هاش برمیدارد. جالب چون هیچ چیز که به قاتل مربوط باشد پیدا نمی‌شود و پوآرو برای شروع از امتیازات بازی بریج استفاده کرده و فکر قاتل را دنبال می‌کند و سرانجام می فهمد چه کسی به قتل دست زده است.